# マンハッタンダイアリーズ
『マンハッタンダイアリーズ』とは2007年1月5日から3月31日までの期間、GyaOでネット配信された連続ドラマである。全10話で、毎週金曜日に新たに1話ずつ配信。ウェブドラマでは初めての、全編ニューヨーク撮影ドラマとして注目された。

## あらすじ
武と愛猫とともに、ニューヨークに理亜が降り立つ。だが、武のせいで、愛猫が死んでしまった。そのことをきっかけに、絢子や美貴子と出会い、親交を深めていく。そんな時、部屋にあった古い日記を見つけるのであった。

## キャスト
- 立花理亜-加藤あい
- 九堂絢子-黒木メイサ
- 小井戸美貴子-純名りさ
- 山下武-天野浩成
- ジュンペイ-蛯名健一
- ゾラ-Geoff Roesch
- シェイディ-Kyle Coffman
- トニー-Gid Crisafulli（吹替:仲村トオル）

## スタッフ
- 脚本：青柳祐美子
- 演出：光野道夫
- プロデューサー：佐藤未郷
- エグゼクティブ・プロデューサー：宅間秋史
- 企画：山崎公路/東海林秀文
- 音楽：ウィル山崎
- 協力：渋谷ビデオスタジオ、バウムレーベン、JAL
- 制作：フジサンケイ・コミュニケーションズ・インターナショナル株式会社
- 製作著作：USEN

## 主題歌
- 「インスピレーション」My Little LoverシングルCD「り・ぼん」にて発売

## テレビ放送
フジサンケイ・コミュニケーションズ・インターナショナル（FCI。フジテレビのアメリカ現地法人）制作の関係から、2008年8月3日より、アメリカ国内で同社がImagine Asian TVに持っている放送枠を通じ放送が開始された。放送時間は現地時間毎週日曜22：00～（東海岸）19：00～（西海岸）。

## DVD
- このドラマのDVDBOXが、ギャガ・コミュニケーションズから、2007年4月28日より発売された。